# Фуад Гулієв
Фуад Гулієв (6 липня 1941 , Баку ) — азербайджанський політичний діяч, Прем'єр-міністр Азербайджану у 1994—1995 роках.